# Eutelia galleyi
Eutelia galleyi là một loài bướm đêm trong họ Noctuidae.